# Kišna šuma
Kišna šuma je naziv za šumske ekosustave uglavnom prepuštene samim sebi, bez čovjekovog utjecaja, obilježene naročito vlažnom klimom s prosječno više od 2000 mm padalina godišnje. Takvi ekosustavi postoje kako u tropima, tako i u umjerenim područjima, pa se prema tome razlikuju i dva različita oblika kišnih šuma:
- tropske kišne šume
- kišne šume umjerenih područja

## Tropske kišne šume
Tropske kišne šume nastale su na svim kontinentima koje presijeca ekvator. Protežu se s obje strane ekvatora do oko 10° širine, prije svega u južnoj Americi i Oceaniji, ali i izvan tih područja. Najveća povezana površina - istovremeno i više od polovice ukupne površine svih tropskih kišnih šuma - nalazi se u području amazonskog bazena. Druge velike povezane tropske kišne šume postoje i u Zairu i Indoneziji.
Pojam tropska kišna šuma obilježava ekosustav sastavljen od velikog broja tipova šuma: nizinska tropska kišna šuma koja se prostire do oko 800 m nadmorske visine, zatim brdska tropska kišna šuma do oko 1500 m visine i zatim maglena šuma iznad 2000 m. U stručnoj literaturi ponekad se za neka područja koriste i drugi raznoliki nazivi, kao "oblačna šuma" za šume koje rastu na sjevernim dijelovima obalnih Kordiljera u Venecueli.

## Kišne šume umjerenih područja
Kišne šume umjerenih područja rastu prije svega na zapadnim obalama sjeverne Amerike, u Čileu, na Tasmaniji i na Novom Zelandu. Razgraničenje prema tropskim kišnim šumama dato je položajem umjerene klimatske zone. 

## Tlo i kruženje hranjivih tvari
Oba tipa kišnih šuma imaju zajedničko, relativno siromašno hranjivim tvarima, crveno, žuto ili lateritno tlo (s vrlo tankim slojem humusa), samo uvjetno korisno za poljoprivredu. Tome doprinosi i prisutnost neplodnog minerala kaolinita, koji se lako ispire iz tla. U kišnoj šumi vlada kemijska ravnoteža. Ako se s tog tla ukloni prvobitna vegetacija, ogoljeno tlo se do te mjere ispere, da nakon oko 10 godina uopće više nije iskoristivo. 
Uvijek zelene tropske kišne šume razvijaju zbog cjelogodišnje vegetacije bez godišnjih doba gotovo savršeno kruženje hranjivih tvari. Sve hranjive tvari prešle su u živu biomasu, a šume rastu na kvarcnim, prastarim tlima (za razliku od ledenim dobom uvjetovanih mladih tala bogatih hranjivim tvarima ili borealnih igličastih šuma s neprekidnim odlaganjem hranjivih tvari u mrtvu biomasu koje se zamjetnije mobiliziraju tek nakon požara). Mikorize vode minerale do stabala. Stabla ne mogu sana uzeti minerale iz tla, ono mu služi samo za fizičku stabilizaciju.
80% biomase stvara se u krošnjama, pa se radi toga oko 2/3 životinja zadržava u njima, a samo rijetke žive na tlu. Obilježje kišnih šuma je velika biljna i životinjska raznovrsnost. Prema Terry Edwinu iz Smithsinian instituta (1982.), na zemlji živi oko 30 milijuna različitih vrsta (međutim, taj broj još 2003. nije verificiran, i smatra se da bi to prije mogla biti donja granica broja vrsta). 
Opalo lišće i granje kao i mrtve životinje zbog klime vrlo brzo ponovo ulaze u kruženje hranjivih tvari. Korijenje često divovskih prašumskih stabala i drugih biljki ostaju blizu površine tla kako bi lakše ponovo preuzele hranjive tvari.
Krčenje tropskih kišnih šuma vodi do nepopravljivih razaranja. Ispiranjem ogoljenog tla gubi se najveći dio hranjivih tvari. Osim toga, s gotovo svakim srušenim stablom nepovratno se gubi poneka biljna ili životinjska vrsta. U tom smislu razlikuju se izvorne, netaknute, primarne i sekundarne šume.

## Bogatstvo vrsta
Raspršenost pojedinih vrsta stabala na velikom području uvijek zelene kišne šume jedinstveni je fenomen na zemlji, ogromno bogatstvo vrstama. Procjenjuje se, da u ovim uvijek zelenim šumama živi 40-60% svih na zemlji živućih vrsta biljnog i životinjskog svijeta.

## Ugroženost
Svake godine iskrči se veliki broj kvadratnih kilometara tropske kišne šume, s jedne strane radi dobivanja površina za plantažno gospodarstvo, ispašu stoke ili poljoprivrednu obradu, a s druge strane, oborena stabla koriste se kao drvo za proizvodnju namještaja. Ali najveći dio se koristi jao jeftino građevinsko drvo ili za proizvodnju papira. U te svrhe upravo su u Jugoistočnoj Aziji (Malezija, Indonezija) već sagrađene ogromne tvornice papira.
Velike površine pripremaju se za poljoprivrednu obradu krčenjem uz pomoć vatre, spaljivanjem šume. Na taj način s jedne strane uklanja postojeća se vegetacija, a s druge spaljivanjem nastaje pepeo koji sadrži hranjive tvari. Usprkos tomu tako iskrčena područja mogu se koristiti za efikasnu poljoprivredu samo nekoliko godina jer je sloj humusa vrlo tanak a poljoprivreda crpi iz njega više hranjivih tvari nego što se može obnoviti. Godišnje se uništava 125.000 km2 tropskih šuma, što čini gubitak od oko 34.000 hektara dnevno.
Do danas je nestalo već više od 50% kišnih šuma. Kišne šume Brazila ugrožene su spaljivanjem, što čini veći dio ukupno "proizvedenih" stakleničkih plinova te zemlje. Samo od kolovoza 2003. do kolovoza 2004. u Brazilu je uništeno 26.130 km2 kišne šume.
Zbog uznapredovalog ilegalnog krčenja preostalih tropskih kišnih šuma radi brze zarade kao i dozvoljavanja spaljivanja šuma opstojnost neizvjesnog broja bioloških vrsta je ugrožena. Postoji velika opasnost izumiranja vrsta.

## Selektivna sječa
Selektivnom sječom naziva se ciljano rušenje samo određenih stabala. Taj oblik sječe bi trebao spriječiti smanjivanje količine hranjivih tvari u tlu kišnih šuma. U idealnom slučaju, sječa pojedinog stabla ne bi trebala uzrokovati trajne štete na okolnoj fauni. No, često se za odvoz posječenog stabla radi usjek do najbliže ceste. No, analizirajući satelitske snimke 2 milijuna kvadratnih kilometara kišnih šuma u vremenu od 1999. do 2004., stručnjaci su utvrdili da je i selektivna sječa dovela do potpunog uništenja šume. Na jednoj šestini promatranih područja je već godinu dana nakon početka selektivne sječe ostao potpuno bez šume, a nakon 4 godine, već je na trećini tih područja šuma izgubljena.

## Primjena pojedinih vrsta drveta
Mahagonij i tikovina obično se koriste za vanjsku upotrebu, jer su vrlo otporni na atmosferske utjecaje, dok se za izradu glazbenih instrumenata najčešće koriste palisander i ebanovina. Ovo drvo je posebno omiljeno pošto radi specifičnih odlika klime u kojoj rastu, nema godove.

## Zaštita kišnih šuma
Brojne organizacije se trude zaštititi kišne šume i spriječiti uglavnom ilegalnu sječu. Pored toga, na internetu su otvorene stranice na kojima svaki korisnik interneta jednim klikom može dati maleni iznos kao doprinos zaštiti kišnih šuma.
Između ostalog, može se i odustati od korištenja skupog plemenitog drveta, jer se samo 5% posječenih stabala kišnih šuma koristi. Ostatak se gotovo uopće ne koristi, ili se koristi vrlo slabo. Svaki dan iskrči se površina veličine 5760 nogometnih igrališta!
Zaštita kišnih šuma vrlo je važna iz još jednog razloga. Smatra se, da su to najveće ljekarne na svijetu. Do sada su istražena ljekovita svojstva tek malog dijela tamošnjih biljki. Ako se nastavi krčenje i spaljivanje u ovako dramatičnom obujmu kao do sada, veliki broj prirodnih lijekova izgubit će se nepovratno, za uvijek, i prije nego što se utvrdi njihovo postojanje.

## Vanjske poveznice
- The Rainforestsite (engleski)
- EcologyFund (engleski)
- www.regenwald.org/regenwaldreport (njemački)  Arhivirana inačica izvorne stranice od 12. ožujka 2007. (Wayback Machine) - Selektivna sječa uništava kišne šume